# Кэрри Уайт
Кэрриетта «Кэрри» Уайт (англ. Carrietta "Carrie" White) — главная героиня романа Стивена Кинга «Кэрри». Родилась 21 сентября 1963 года, умерла 28 мая 1979 года. В экранизациях романа её сыграли Сисси Спейсек (фильм 1976 года); Анджела Беттис (фильм 2002 года) и Хлоя Морец (фильм 2013 года).

## Описание персонажа
В первой половине романа Кэрриета Уайт описывается Стивеном Кингом, как неухоженная и слегка полноватая девочка, покрытая акне. Он написал, что её непривлекательность является скорее результатом чрезмерного контроля и религиозного фанатизма со стороны её матери. Уже во второй половине романа Кэрри удачно преображает себя для школьного бала.
В школе Кэрри подвергалась насмешкам и издевательствам. Одна из девушек, которая стала прообразом для героини, описывалась Стивеном Кингом так: «Девушки не только издевались над ней, но и ненавидели её. Она олицетворяла всё то, чем они сами боялись являться». На протяжении всего романа Кэрри проявляет сверхъестественные способности, а ближе к концу она научится контролировать свой дар телекинеза.

## История
Впервые мы встречаем Кэрри в душевой, когда девушки принимают душ после занятий на физкультуре. У Кэрри начинаются месячные, но так как она ничего об этом не знает, то думает, что ранена и умрет от потери крови. Это замечают её одноклассницы и начинают забрасывать её гигиеническими тампонами. Сцену обрывает Рода Дежардин. Она же отводит Кэрри к директору, где ей дают освобождение от занятий физкультурой.
Кэрри возвращается домой и ждет возвращения своей матери, однако она боится Маргарет. Когда Маргарет возвращается домой, то у неё с Кэрри происходит перепалка: Маргарет считает, что раз у Кэрри пошли месячные, значит она согрешила; Кэрри же отвечает матери, что согрешила Маргарет, потому что ничего не сказала Кэрри о месячных. В результате Маргарет запирает Кэрри в чулане, чтобы та молилась.
По прошествии некоторого времени Маргарет выпускает дочь, однако Кэрри замечает, что может передвигать предметы силой мысли. В школе к Кэрри подходит Томми Росс, парень Сью Снелл, одноклассницы Кэрри, и предлагает Уайт пойти с ним на выпускной. Кэрри принимает это за шутку и пытается сбежать, однако Томми говорит ей, что это не шутка. Кэрри соглашается.
После школы она идет в магазин тканей и покупает себе ткань красного цвета, из которой впоследствии шьет себе платье. Дома Кэрри рассказывает матери о том, что её пригласили на выпускной. Маргарет категорически против, она считает, что это злая шутка, но Кэрри заявляет матери, что ей хочется быть как все и она пойдет на выпускной (при этом она снова применяет телекинетические способности и Маргарет, пугаясь дочери, оставляет Кэрри в покое). Кэрри принимается шить себе платье.
Перед вечером выпускного девушка сильно волнуется, однако Томми приободряет её как может. Она чувствует себя раскованней, однако когда приходит время голосовать за короля и королеву бала, она снова зажимается в себе. Когда Кэрри и Томми объявляют победителями, Кэрри теряется. У неё появляются сомнения, однако выбора у неё не остается. Во время триумфа на Кэрри выливается свиная кровь, которую заранее приготовила Крис Харгенсен. Одно из вёдер падает на голову Томми, отчего он мгновенно умирает. Вид Кэрри вызывает у всех присутствующих смех, однако Кэрри это приводит в ярость. Пробудив в себе телекинез, она убивает всех, кто был на выпускном, а затем принимается громить город. Так она возвращается домой, где встречается с Маргарет. Мать намерена убить свою дочь и она вонзает в плечо Кэрри нож, при этом рассказывая о ночи зачатия Кэрри. Девушка истекает кровью, но у неё хватает сил силой мысли остановить сердце Маргарет. Кэрри покидает дом и идет к бару «Кавальер», где видит Крис и её парня Билли Нолана, пытающихся уехать из города. Билли замечает Кэрри и хочет убить её, но Кэрри завладевает управлением машины, заставляет машину въехать в стену и взорваться.
От большой потери крови она теряет силы. Её находит Сью Снелл. Кэрри показывает Сью всех людей, как она видела их своими глазами, а затем впадает в мысленную панику и умирает. У Сью начинается менструация, и та понимает, что не беременна.

## Адаптации
- Кэрри (1976), играет Сисси Спэйсек
- Кэрри (2002), играет Анджела Беттис
- Телекинез (2013), играет Хлоя Грейс Морец.